# María Belén Jerez Spuler
Pour les articles homonymes, voir Jerez.
María Belén Jerez Spuler (née le 4 février 1989 à Buenos Aires) est un mannequin chilienne-argentine et Miss Univers Chili 2015. Elle a représenté le Chili durant le concours Miss Univers en 2015.

## Miss Univers 2015
Dans 23 novembre 2015, Jerez a remporté l'élection de Miss Univers Chili 2015 pageant et elle représentera son pays à Miss Univers 2015 à Las Vegas, aux États-Unis.